# Frank Ruddy
Frank Ruddy – amerykański dyplomata. W połowie lat dziewięćdziesiątych wiceszef misji ONZ nadzorującej mur oddzielający okupowaną przez Maroko część Sahary Zachodniej. W 1995 podał się do dymisji, by zaprotestować przeciwko stronniczości ONZ na rzecz Maroka i ignorowaniu łamania praw rdzennej ludności.